# Diretor de cinema

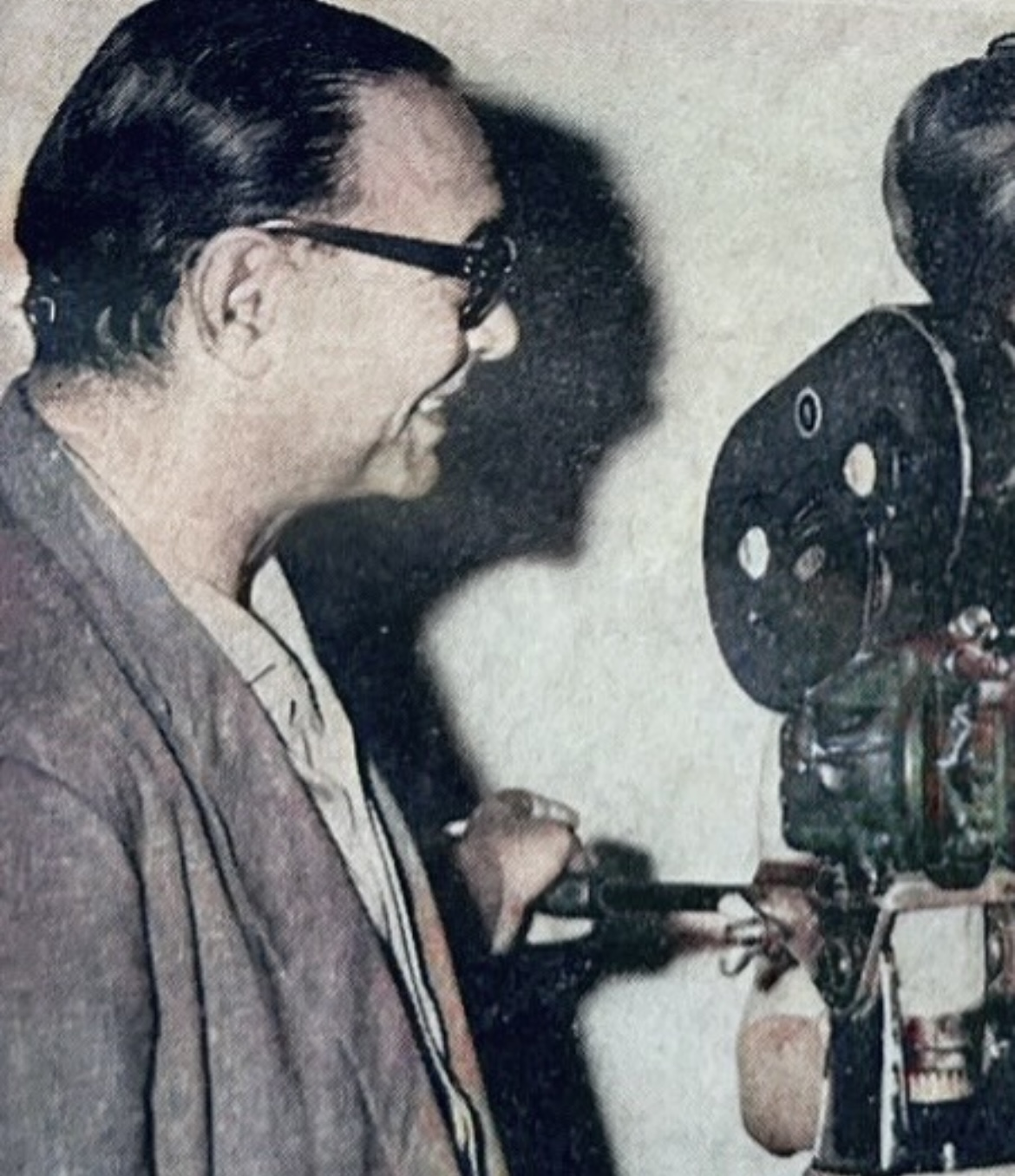
Diretor egípcio Mahmoud Zulfikar no set de um dos seus filmes, 1968.

O diretor de cinema, realizador ou cineasta, é considerado em termos gerais o criador da obra cinematográfica. Ainda que o seu papel seja diferente consoante o realizador em causa (que além de estilos diferentes, têm estratégias de trabalho igualmente diversas), o trabalho do diretor de cinema, ao supervisionar e dirigir a execução das filmagens, utilizando recursos humanos, técnicos, dramáticos e artísticos inclui:
- A definição da orientação artística geral que caracterizará o filme no seu todo;
- A análise e interpretação do roteiro do filme, adequando-o à realização cinematográfica;
- A direção das interpretações dos actores, tanto sob um ponto de vista técnico (colocando-os em determinado local e enquadramento) como de um ponto de vista dramático, solicitando o género de emoção pretendida para a personagem;
- A organização e seleção dos cenários do filme;
- A direção dos meios técnicos (sonoplastia, iluminação, enquadramento);
- Escolha da equipe técnica e do elenco (em alguns casos, apenas);
- Supervisão dos preparativos da produção;
- Escolha de locais, cenários, figurinos, cenografia e equipamentos;
- Direção e supervisão da montagem, dublagem, confecção da trilha musical e sonora (ou banda sonora);
- Processamento do filme até à cópia final;
- Acompanha a confecção do trailer.